# Trappistinnenabtei Chimay

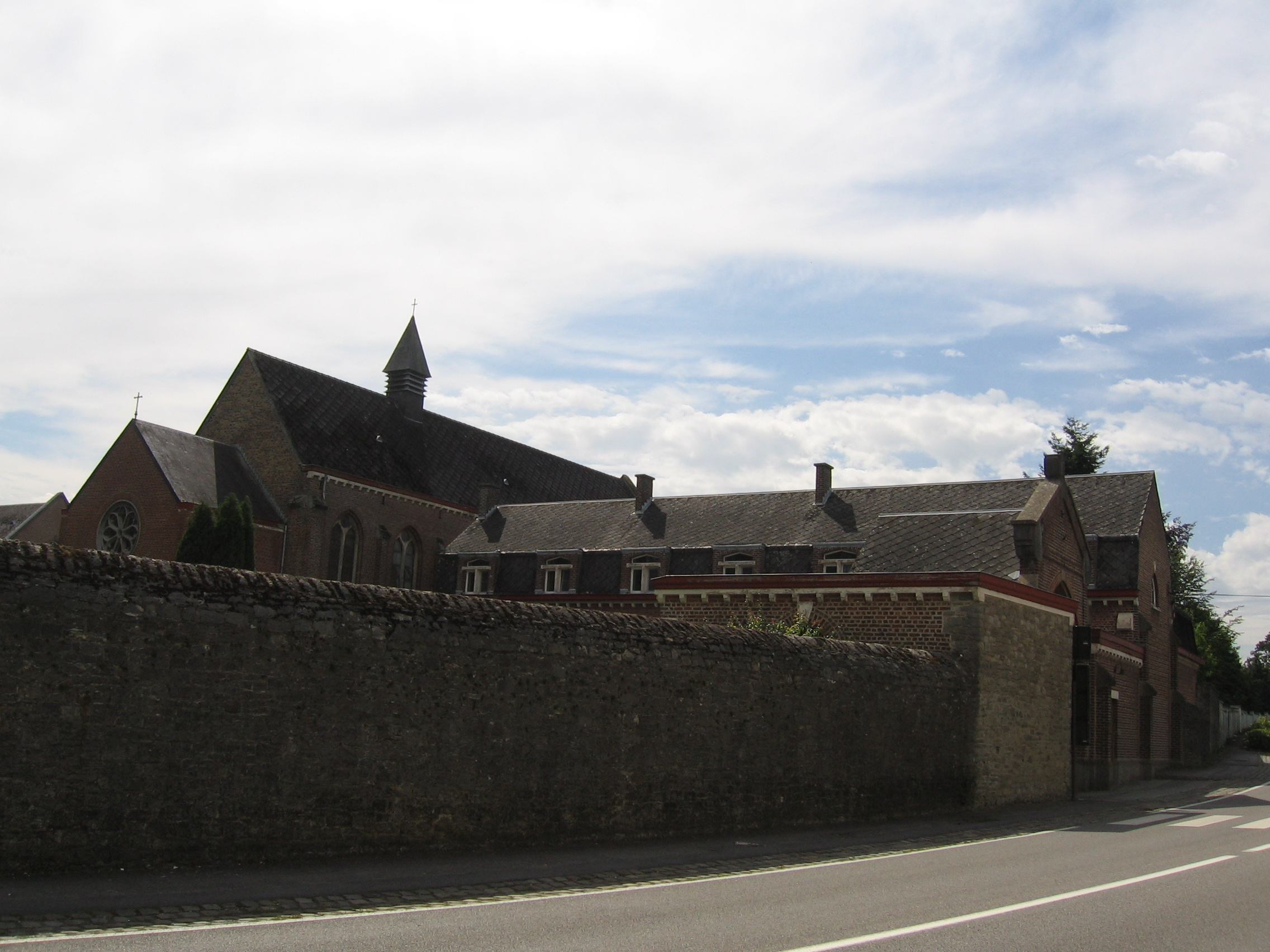
Trappistinnenabtei Notre-Dame de la Paix Chimay

Die Trappistinnenabtei Chimay (lat. Abbatia Pax Beatae Mariae) ist seit 1919 ein belgisches Kloster der Trappistinnen in Chimay, Provinz Hennegau, Bistum Tournai.

## Geschichte
Die Zisterzienserinnenabtei Gomerfontaine in Trie-la-Ville (gegründet 1207, 1226 zur Abtei erhoben), das seit dem 17. Jahrhundert eine Tradition der strengen Observanz hatte, bestand bis 1792. Ab 1802 kam es durch eine Überlebende des Klosters (zusammen mit Überlebenden der Abtei Pont-aux-Dames und anderen) zu einer Neuformierung, zuerst in Ham, ab 1804 in Nesle, ab 1816 in Saint-Paul-aux-Bois, Département Aisne. Dort nannten sich die Nonnen Bernhardinerinnen von Saint-Paul-aux-Bois. Ihre Oberin Pauline Ducastel (Feierliche Profess 1779 in Gomerfonatine) wandte sich  an Augustin de Lestrange, der im Dezember 1817 anreiste, um für seine überstrenge Klosterregel zu werben, doch sprachen sich die Nonnen dagegen aus. Erst 1877 wurden sie offiziell wieder trappistisch. Als 1904 die klosterfeindliche Dritte Republik alle Klöster aufhob, gingen sie außer Landes nach Fourbechies, Froidchapelle, in Belgien und von dort 1919 nach Chimay in die Nähe der Trappistenabtei Scourmont. Hier gaben sie 1925 den Wunsch nach Rückkehr und ihren alten Namen auf und gründeten die Abtei Notre-Dame de La Paix („Maria Frieden“, Abtei seit 1927), die noch heute Bestand hat. Als die Abtei 1937 hundert Köpfe zählte, gründete sie in den Niederlanden (nahe der Trappistenabtei Tilburg) das Tochterkloster Koningsoord. Von Mai bis August 1940 fand sie Zuflucht im Kloster Sainte-Anne-d’Auray.

## Oberinnen, Priorinnen und Äbtissinnen ab 1805
- Pauline Ducastel (1805–1835)
- Stéphanie d’Alincourt (1835–1854)
- Joséphine Duplaquet (1854–1860, 1866–1872)
- Placide Canappe (1860–1866)
- Rose Coureur (1872–1878)
- Marguerite-Marie Dorbe (1878–1883)
- Adélaïde Hodé (1883–1919)
- Madeleine Schockaert (1919–1925)
- Beatrix Pirnay (1925–1934) (1. Äbtissin)
- Gertrude Demarrez (1934–1937, dann Koningsoord)
- Emmanuel Dujardin (1934–1946)
- Scholastique Dal (1946–1949)
- Anne-Marie Le Berre (1949–1957)
- Hedwige Martinet (1957–1981)
- Marie-Thérèse Devos (1981–1982)
- Elizabeth Connor (1982–1984)
- Pascale Troisgros (1984–1985)
- Roza Van den Bosch (1986–2011)
- Catherine Pagano (2011–)